# اغتصاب البلد العادل (رواية)
اغتصاب البلد العادل هي رواية كتبها ألكسندر كوردل، نُشرت لأول مرة في عام 1959. وهي الأولى في «ثلاثية Mortymer» لكورديل، تليها رواية The hosts of Rebecca «مضيفو ريبيكا» (1960) و Song of the Earth «أغنية الأرض» (1969). تمت ترجمة الكتاب إلى سبع عشرة لغة وتم تكييفه للعديد من المسرحيات على مر السنين ومؤخراً.
توجد أيضًا نسخ صوتية من الكتاب قيد التداول قرأها فيليب مادوك وكانت هناك محاولات متتالية لتحويل الكتاب إلى فيلم.
يذكرنا أسلوب كورديل وموضوعه بكتاب ريتشارد ليويلين How Green Was My Valley «كيف كان واديي أخضرا».

## ملخص الحبكة
تتعلق المؤامرة بمجتمعات صناعة الحديد الويلزية في بلانافون ونانتيجلو في القرن التاسع عشر من منظور الشاب ليستسن مورتيمرالذي نشأ في أوقات التوترات المتزايدة بين صانعي الحديد والنقابيين. عندما بدأ الكتاب في عام 1826 كان ليستسن في الثامنة من عمره وبدأ العمل في أفران جارنديرس بالقرب من بلانافون. أخته مورفيد لديها مشاعر قوية تجاه النساء والأطفال الذين يعملون في المناجم وأعمال الحديد. إنها تتعاطف مع الحركة الميثاقية وتدين عمل مجموعات سكوتش ماشية المتشددة. وهي في هذا معارضة لـ هايويل مورتيمر وهو والدهما المحافظ الذي بدأ لاحقًا في التشكيك في ولائه لزعيم الحديد.

## القصة
ترسم أول رواية ناجحة لكورديل مصاعب الحياة في ويلز الصناعية المبكرة حيث كان الأب إيجابيًا تجاه أسياد الفحم والحديد الإنجليز في ذلك الوقت ولكن بعد أن رأى عائلته وجيرانه يعانون (ويموتون في بعض الأحيان)، ثار مع ابنه إيستين إلى وقفة احتجاجية. أدت الحياة الأسرية إلى النضال من أجل النقابات العمالية والميثاقية. تم وصف الخلفية التاريخية التي تم وضع الرواية على أساسها بتفصيل كبير مع الأحداث الواقعية التي تم بحثها بعمق مثل 1839 Newport Rising والتي تظهر أن هذا الكتاب يستحق المكانة الأكثر مبيعًا التي حققها في المملكة المتحدة والولايات المتحدة الأمريكية. تحدث كورديل عن قصة الحركة الشارتية التي بدأت في ويلز بدقة ووضوح لا مثيل لها، ولكن بخلفية إنسانية لعائلة مورتيمر.

## وصلات خارجية
- نظرة على المناظر الطبيعية التي استند الكتاب حولها
- يغطي كلاً من الكتاب ومسرح حديث مقتبس